# Marianopoli
Marianopoli es una comuna siciliana de 2.360 habitantes. Su superficie es de 12 km². Su densidad es de 197 hab/km². Forma parte de la región italiana de Sicilia. Está situada en la provincia de Caltanissetta. Las comunas limítrofes son Caltanissetta, Mussomeli, Petralia Sottana (PA), y Villalba.

## Evolución demográfica
| Gráfica de evolución demográfica de Marianopoli entre 1861 y 2001 |
|                                                                   |
| Fuente ISTAT - elaboración gráfica de Wikipedia                   |

- Datos: Q477537
- Multimedia: Marianopoli / Q477537

1. ↑  Worldpostalcodes.org, código postal n.º 93010.
2. ↑  «Codici Catastali». Comuni-italiani.it (en italiano). Consultado el 29 de abril de 2017.